# André Berland
Pour les articles homonymes, voir Berland.
André Berland est un historien et biographe français, né à Gond-Pontouvre, en Charente, le 10 mai 1940 et mort le 7 mai 2025 à Saint-Junien, en Haute-Vienne,.

## Biographie
André Berland a été professeur d'histoire-géographie au lycée de Confolens puis au lycée de Royan. Il est membre de la société archéologique et historique de la Charente, de l'Académie d'Angoumois, et il a été longtemps le trésorier de la société des Amis du musée de Royan (entre 1986 et 1999). Il a été secrétaire des Amis de Chassenon et vice-président de l'office de tourisme de Haute-Charente.
André Berland a écrit de nombreux articles historiques dans diverses revues régionales (bulletin de la société archéologique et historique de Charente, bulletin des Amis du Vieux Confolens, magazine Le Picton, etc.), il a également fait de nombreuses conférences dans les deux Charentes (conférences et débats de l'association pour les rencontres internationales du livre historique – APRILHIS – à Royan, par exemple).
Il a été le corédacteur, pour la Charente, du dictionnaire biographique du mouvement ouvrier français (le Maitron). 
Il a publié en tout huit ouvrages d'histoire régionale. Trois sont des biographies de personnalités charentaises : Un grand révolutionnaire charentais : Jacques Roux, en 1988, Ludovic Trarieux, fondateur de la ligue des droits de l'Homme, en collaboration avec Georges Touroude en 1990,  et Le général volant : Guillaume Resnier en 1991. Quatre autres ouvrages sont des monographies consacrées à des communes de la Charente limousine : Pressignac en Charente limousine autrefois, en 1987, Chassenon d'hier et d'aujourd'hui, en 1993, Hommes et monuments d'Étagnac, en 1996, et enfin Roumazières-Loubert 2000 ans d'histoire, en collaboration avec Monique Langlais en 2001. André Berland a également publié un tome de la collection Mémoire en images des éditions Alan Sutton pour Rochechouart et ses environs, en 2002.
Il est également l'auteur de trois pièces de théâtre jouées par une troupe amateur de Saint-Georges-de-Didonne entre 1989 et 1993.
André Berland est chevalier des palmes académiques, titulaire de la médaille d'honneur de la région Poitou-Charentes et de la médaille de l'Académie de Saintonge.